# Eric Gonzalès
Eric Gonzalès (Pau, Bearn, 18 de maig de 1964 i va morir en Cruesa el 26 de maig de 2023) era un escriptor occità. Començà escrivint narracions curtes el 1991 que foren publicades a Pais Gascons i col·labora regularment a les revistes occitanes Reclams, Per Noste/País Gascons, l'Estela d'Òc i la Clau Lemosina. També ha participat algun cop a la col·lecció A Tots de l'Institut d'Estudis Occitans. Les seves narracions mostren personatges en conflicte amb la família i la societat, conreant la novel·la negra i temes onírics.

## Obres[3]
- L'òrra istuèra d'un hilh de Gelòs (1996)
- Lo melic de Silvia Chasaus (1998)
- Arantxa (1999), on descriu el conflicte entre membres d'ETA i la policia espanyola
- Isabèu de la Valea (2000)
- Las Tortoras (2001)
- Dazibao (2003)
- La guèrra de Bambovila (2005), amb influències del teatre de l'absurd

El 2009 va traduir a l'occità el llibre d'Amélie Nothomb Hygiène de l'Assassin.